# Danuta Zielińska (chemik)
Danuta Halina Zielińska – polska chemik, doktor habilitowany nauk chemicznych.

## Życiorys
W 1986 r. ukończyła studia chemiczne na Uniwersytecie Mikołaja Kopernika w Toruniu,  w 1998 r. obroniła pracę doktorską pt. Zastosowanie makrocyklicznych tioeterów w elektrodach jonoselektywnych do oznaczania metali ciężkich, której promotorem był prof. Jerzy Radecki, w 2011 r. habilitowała się na podstawie pracy zatytułowanej Elektrochemiczne metody detekcji małocząsteczkowych kwasów karboksylowych i wybranych polifenoli oraz w koncepcji wyznaczania pojemności przeciwutleniającej żywności.
Pracuje na Uniwersytecie Warmińsko-Mazurskim w Olsztynie, oraz jest członkiem Zespołu Nauczania Chemii Analitycznej, Komitetu Chemii Analitycznej PAN.